# Opotřebovávací válka

Spojenečtí vojáci v zákopu, bitva na Sommě

Opotřebovávací válka nebo také opotřebovací (německy Materialschlacht, anglicky attrition warfare) je založena na koncepci, kterou popsal Carl von Clausewitz v knize O válce: „Zničení sil nepřítele je hlavním cílem války ... boj je jedním z mnoha prostředků, které můžeme při vedení války použít.“[zdroj?] Tato forma války se snaží systematicky a postupně snižovat schopnost nepřítele vést válku, ať už rychlými útoky s drtivou silou, nebo dlouhodobě, kdy jsou menšími jednotkami ničeny jeho vojenské prostředky a zdroje, a to rychleji, než by mohly být nahrazeny. Cílem se stává likvidace schopnosti nepřítele vést válku. Jeho bojové prostředky musí být účinně a vytrvale ničeny, což od dob první světové války znamená zničení zejména palebné síly. Je třeba dosáhnout určitý stupeň zničení prostředků a zdrojů protivníka; taková situace buď vede k jeho porážce, nebo se porážce přímo vyrovná, protože nepřítel ztrácí vůli nebo potenciál nutný pro pokračování v boji. Opotřebovávací válka je vedena tak, aby ničila schopnost nepřítele vést válku.

## Příklady
Nejlepším příkladem opotřebovávací války byly některé bitvy první světové války, hlavně bitva u Verdunu. V pozdějších válkách to bylo africké tažení a Montgomeryho porážka Rommela v roce 1942, bitva u Stalingradu či bitva v Kurském oblouku na východní frontě nebo operace německých ponorek při americkém pobřeží a nová americká reakce, která vedla k boji o Atlantik. Charakter opotřebovávací války měly i obě vietnamské války od roku 1966 do začátku roku 1968. Ačkoli hlavním cílem opotřebovávací války je zničení nepřítele, měřítkem úspěchu je i její vliv na politické cíle a vojenskou strategii.

### Ruská invaze na Ukrajinu
Ruská invaze na Ukrajinu v roce 2022, původně Ruskem plánovaná jako krátkodobá operace, během níž mělo během několika dnů dojít k obsazení Kyjeva a svržení ukrajinské vlády včetně prezidenta Volodymyra Zelenského, se po úvodních týdnech konfliktu a ruské porážce v klíčové bitvě o Kyjev na konci března 2022 proměnily v opotřebovávací válku. Ruský postup byl následně vykoupen značnými ztrátami techniky i živé síly. Zatímco Ukrajinci na podzim 2022 spustili překvapivou a mimořádně úspěšnou protiofenzívu v Charkovské oblasti, v následujícím roce se již charakter bojiště, symbolizovaný zejména oboustranně vyčerpávající bitvou o Bachmut, změnil a rovněž Ukrajinci během očekávané nové protiofenzívy dosáhli pouze minimálních úspěchů a vzhledem ke ztrátám cenné obrněné techniky dodané ze Západu v úvodních dnech byli nuceni svou strategii upravit.
Pokračující ruské angažmá v konfliktu navzdory neúspěchům v prvním roce vycházelo zejména z přesvědčení ruského prezidenta Vladimira Putina, že Rusko díky své ekonomické a vojenské převaze nad Ukrajinou nakonec dokáže zvítězit. Výhodu na ruské straně představovaly kromě apatie obyvatelstva ke ztrátám a naprosté kontroly veřejného prostoru také rozsáhlé zásoby zbraní a munice z éry SSSR. Ruské ozbrojené síly na konci roku 2023 opět převzaly iniciativu a i díky nedostatku vojáků a munice na ukrajinské straně pomalu dokázaly na východě Ukrajiny postupovat.
Dle západních odhadů Rusové do října 2024 přišli o více než 600 tisíc zabitých či zraněných vojáků a do počátku ledna 2025 o minimálně 19 782 kusů těžké techniky, z toho 3 673 tanků. Ukrajinské ztráty včetně lehce zraněných do prosince 2024 přesáhly minimálně 400 tisíc vojáků a do počátku ledna 2025 o nejméně 7 437 kusů těžké techniky včetně 1 023 tanků.